# Agente di separazione
Nell'ambito dell'ingegneria chimica, viene detto agente di separazione una particolare sostanza (agente materiale di separazione o AMS) o un trasferimento di energia (agente energetico di separazione o AES) che permette il processo di separazione di due o più componenti di una miscela omogenea (ad esempio una miscela azeotropica).
Un'alternativa all'impiego degli agenti di separazione è la formazione di una nuova fase: infatti all'interno di ciascuna fase i componenti della miscela si mescolano in proporzioni differenti (ad esempio un componente con una temperatura di ebollizione più alta si trova in concentrazione maggiore nella fase gassosa e in concentrazione minore nella fase liquida rispetto ad un componente con una temperatura di ebollizione minore).

## Agente materiale di separazione
Gli agenti materiali di separazione agiscono interagendo con uno o più dei componenti della miscela. A seconda del modo in cui agiscono, si distinguono in solventi e trascinatori.
Solo in alcuni casi particolari l'agente materiale di separazione si trova già all'interno del sistema in cui si vuole svolgere la separazione. Più comunemente esso viene aggiunto di proposito, dunque il suo impiego aumenta il numero di componenti presenti nella miscela. Per tale motivo, è necessario in genere svolgere più passaggi (o "operazioni unitarie") per completare la separazione (ad esempio una distillazione azeotropica o una distillazione estrattiva seguita da una distillazione ordinaria).
Alcuni esempi di agenti materiali di separazione sono:
- il furfurale e l'acetonitrile, utilizzati per separare il butano dai buteni attraverso distillazione estrattiva;[4]
- il benzene, il cicloesano e il pentano, utilizzati per separare le miscele azeotropiche acqua-etanolo attraverso distillazione azeotropica seguita da decantazione e distillazione ordinaria;[5]
- etere isopropilico e etilacetato, utilizzati per separare l'acqua dall'acido acetico attraverso estrazione liquido-liquido.[5]

## Agente energetico di separazione
Un agente energetico di separazione molto comune è il calore. Un esempio di operazione unitaria che utilizza il calore come agente energetico di separazione è la distillazione.
In altri casi, la separazione viene favorita sottraendo calore: ad esempio la refrigerazione è utilizzata come agente energetico di separazione per separare i componenti del gas naturale attraverso la distillazione criogenica seguita da distillazione ordinaria.